# Platyptilia tesseradactyla
Platyptilia tesseradactyla is een vlinder uit de familie van de vedermotten (Pterophoridae). De wetenschappelijke naam werd gepubliceerd in 1761 door Carl Linnaeus.
De soort komt voor in Europa.